# Tridax balbisioides
Tridax balbisioides là một loài thực vật có hoa trong họ Cúc. Loài này được (Kunth) A.Gray miêu tả khoa học đầu tiên.